# Room on the 3rd Floor
Room on the 3rd Floor és l'àlbum de debut de la banda anglesa McFly. Va ser llançat el 5 de juliol de 2004 al Regne Unit per Island Records, i va ser publicat més tard als Estats Units per Island Def Jam Records a trevés d'iTunes Store.
L'àlbum va debutar com a número 1 a la UK Albums Chart, trencant el record de la banda més jove a tenir un àlbum debut al número 1, rècord anteriorment en mans dels Beatles. Va arribar al cim de les llistes després de vendre més de 61.000 còpies durant la primera setmana. L'àlbum ha estat certificat amb 2 discs de platí al Regne Unit per a la venda de més de 600.000 còpies. L'àlbum va guanyar el "Millor Àlbum" als premis de 2004 de la revista musical Smash Hits. Fins al 2014, l'àlbum ha venut més de 2 milions de còpies a tot el món.

## Contingut
Els compositors principals de l'àlbum són els membres de la banda Tom Fletcher i Danny Jones, així com contribucions de James Bourne de la banda Busted, i alguns dels principals productors de Busted. L'àlbum està directament influït per tres coses: punk-pop modern, pop surfista del 1960, i històries d'amor no correspost. La cançó "Get Over You" està amagada, i no apareix a la llista de cançons de disc. Només s'hi pot accedir rebobinat des de la cançó "Five Colours in Her Hair". Però no s'hi pot accedir si l'àlbum és reproduït amb l'ordinador. Es van llençar quatre singles de l'àlbum: "Five Colours in Her Hair" i "Obviously", els quals van ser número 1, "That Girl", que va arribar al número 3, i la cançó que dona títol a l'àlbum, "Room on the Third Floor", que va arribar al 5. Un versió demo de la pista "Saturday Night" va ser llençada prèviament anomenada "Saturday Nite" en el single Five Colours in Her Hair. La versió internacional de l'àlbum no consta de les cançons "Broccoli" i "Surfer Babe" per raons contractuals.

## Llista de cançons
| 1.            | «Get Over You» (pista oculta) | Fletcher, Jones, Bourne                |                           | 2:24  |
| 2.            | «Five Colours in Her Hair»    | Fletcher, Jones, Bourne                | Craig Hardy               | 2:58  |
| 3.            | «Obviously»                   | Fletcher, Jones, Bourne                | Hugh Padgham, Craig Hardy | 3:18  |
| 4.            | «Room on the 3rd Floor»       | Fletcher, Jones                        | Jason Perry               | 3:16  |
| 5.            | «That Girl»                   | Fletcher, Bourne, Jones                | Hugh Padgham, Craig Hardy | 3:17  |
| 6.            | «Hypnotised»                  | Fletcher, Jones, Poynter, Judd         |                           | 3:02  |
| 7.            | «Saturday Night»              | Fletcher, Jones, Poynter, Judd         |                           | 2:47  |
| 8.            | «Met This Girl»               | Fletcher, Jones, Poynter, Judd         |                           | 2:46  |
| 9.            | «She Left Me»                 | Fletcher, Bourne                       |                           | 3:25  |
| 10.           | «Down By the Lake»            | Fletcher, Bourne                       |                           | 2:37  |
| 11.           | «Unsaid Things»               | Fletcher, Jones, Poynter, Judd, Bourne |                           | 3:25  |
| 12.           | «Not Alone»                   | Jones                                  |                           | 4:18  |
| Durada total: | Durada total:                 | Durada total:                          | Durada total:             | 37:42 |

| 12.           | «Surfer Babe» | Fletcher, Bourne        | 2:33  |
| 14.           | «Broccoli»    | Fletcher, Jones, Bourne | 3:31  |
| Durada total: | Durada total: | Durada total:           | 43:44 |

| 15. | «Five Colours in Her Hair» (vídeo musical) | Fletcher, Jones, Bourne | 2:58 |
| 16. | «Obviously» (vídeo musical)                | Fletcher, Jones, Bourne | 3:18 |

| 1.  | «Lola (de The Kinks» (amb Busted)           |  | 4:13 |
| 2.  | «Saturday Nite» ("Saturday Night" demo)     |  | 2:48 |
| 3.  | «The Guy Who Turned Her Down»               |  | 3:58 |
| 4.  | «Get Over You» (demo)                       |  | 1:44 |
| 5.  | «Help! (de The Beatles)»                    |  | 2:20 |
| 6.  | «Obviously» (remix)                         |  | 3:03 |
| 7.  | «She Loves You (de The Beatles)»            |  | 2:14 |
| 8.  | «That Girl» (live)                          |  | 3:25 |
| 9.  | «Crazy Little Thing Called Love (de Queen)» |  | 2:27 |
| 10. | «Five Colours in Her Hair» (live)           |  | 3:15 |
| 11. | «Room on the Third Floor» (live)            |  | 3:37 |
| 12. | «Deck the Halls (nadala anglesa)»           |  | 2:23 |
| 13. | «That Girl» (demo)                          |  | 3:27 |
| 14. | «She Loves You» (live)                      |  | 2:30 |
| 15. | «Obviously» (live)                          |  | 3:40 |
| 16. | «Build Me Up, Buttercup» (amb Busted)       |  | 3:03 |

## Gira de l'àlbum
Després d'un breu suport amb Busted, la banda va anunciar la seva primera gira principal el 2004. Van començar la gira només setze dies després del llançament del tercer single de l'àlbum, "That Girl". La gira va començar el 22 de setembre de 2004 i va acabar el 13 d'octubre, amb un total de quinze dates amb entrades esgotades.
- Dates de la Gira

1. 22 de setembre - Civic Hall, Wolverhampton
2. 24 de setembre - Dome, Doncaster
3. 26 de setembre - Royal Centre, Nottingham
4. 27 de setembre - Clyde Auditorium, Glasgow
5. 28 de setembre - Clyde Auditorium, Glasgow^
6. 30 de setembre - City Hall, Newcastle
7. 1 d'octubre - Apollo, Manchester
8. 4 d'octubre - Colston Hall, Bristol
9. 5 d'octubre - Pavilions, Plymouth
10. 7 d'octubre - Newport Centre, Newport
11. 8 d'octubre - Guildhall, Portsmouth
12. 9 d'octubre - Regent, Ipswich
13. 12 d'octubre - Hammersmith Apollo, Londres
14. 13 d'octubre - Hammersmith Apollo, Londres^

^ Dates extra
- Repertori

1. "Saturday Night"
2. "Down by the Lake"
3. "Obviously"
4. "Surfer Babe"
5. "That Girl"
6. "Met This Girl"
7. "Not Alone"
8. "She Left Me"
9. "Hypnotised"
10. "She Loves You"
11. "Room on The Third Floor"
12. "Broccoli"
13. "Five Colours in Her Hair"